# Yengema
Yengema – miasto w Sierra Leone, w prowincji Wschodniej, w dystrykcie Kono. Liczba ludności wynosi około 36 000 mieszkańców. Większość mieszkańców wywodzi się z plemion Kono i Mandinka. Sporą część społeczeństwa tworzą Libańczycy, potomkowie XIX-wiecznych emigrantów.
W Yengemie znajduje się kopalnia diamentów. W mieście istnieje również port lotniczy Yengema.